# Service des incendies d'Ottawa
 (signalé en mai 2025).
Si vous disposez d'ouvrages ou d'articles de référence ou si vous connaissez des sites web de qualité traitant du thème abordé ici, merci de compléter l'article en donnant les références utiles à sa vérifiabilité et en les liant à la section « Notes et références ».
- Archive Wikiwix
- Bing
- Cairn
- DuckDuckGo
- E. Universalis
- Gallica
- Google
- G. Books
- G. News
- G. Scholar
- Persée
- Qwant
- (zh) Baidu
- (ru) Yandex
- (wd) trouver des œuvres sur Wikidata

Le Service des incendies d'Ottawa (SIO) est responsable pour la protection de la vie, des propriétés et de l'environnement des gens qui visitent, travaille et vivent à Ottawa. Les membres du personnel du Service sont hautement qualifiés pour répondre à toutes sortes des situations, d'urgence ou non, telles que les incendies, les sauvetages et les interventions médicales ou les situations impliquantes les matières dangereuses. Le siège social du Service est situé sur la rue Carling. 

## Organisation
Tout comme la plupart des services incendies d'Amérique du Nord, le SIO est organisé de façon paramilitaire. Le présent chef du service est John deHooge. Les officiers qui servent sous le commandement du chef sont les 3 chefs-adjoints, 4 chefs de section, 4 chefs de section rurale et 20 chefs de district. Chaque caisse des pompiers a un capitaine pour chacune des sections. Chaque camion de pompiers est sur le commandement d'un capitaine ou un lieutenant.

## Histoire
Le présent Service des incendies d'Ottawa est venu en existence en 2001 lors de l'amalgamation des 9 anciens services des incendies de la ville d'Ottawa et d'autres régions de la ville. Les neuf anciens services des incendies sont le Service des incendies d'Ottawa, le Service d'incendies de Gloucester, le Service des incendies de Cumberland, le Service des incendies de Kanata, le Service des incendies de Nepean, le Service des incendies d'Osgoode, le Service des incendies de la Vallée Rideau, le Service des incendies de Goulbourn et le Service incendie de West Carlton. 

## Opérations
Il y en a 43 centre des pompiers situés à travers la ville d'Ottawa, ceux qui incluent 16 stations sur-appel et 4 stations composites, ce qui fait le SIO le plus grand service incendie composite au Canada. Les services sont attribués à 9 unités d'opérations distinctes.

## Flotte
Au temps de l'amalgamation, le SIO a acheté 20 nouveaux autopompes pour commencer le processus de bâtir une toute-nouvelle flotte des véhicules. Avec l'achat de ces nouveaux véhicules, le SIO a hérité les véhicules des 9 anciens services des incendies avant l'amalgamation. La puissance présente de la flotte est à 96 véhicules, ce qui n'incluent pas les véhicules des chefs. Les équipements sont identifiés avec une lettre pour spécifier le type d'équipement et un numéro pour identifier la caisse des pompiers à qui le véhicule appartient, par exemple P13. Les types des équipements dans la flotte incluent:
- Autopompe
- Échelle
- Secours
- Camion-citerne
- Pompe-citerne
- Haz-Mat (Matières dangereuses)
- Équipe
- Véhicule de service
- Badigeonner des camions
- Sauvetage aquatique
- Camion de l'air
- Unité de réhabilitation

## Caisse des pompiers
District 1
- Caisse 11: 135, rue Preston
- Caisse 12: 635, rue O' Connor
- Caisse 13: 530, rue King Edward

District 2
- Caisse 21: 2100, avenue Woodroffe
- Caisse 22: 1397, chemin Richmond
- Caisse 23: 1443, avenue Carling (HQ)
- Caisse 24: 230, promenade Viewmount
- Caisse 25: 60, chemin Knoxdale

District 3
- Caisse 31: 3255, chemin Conroy
- Caisse 32: 3202, chemin Leitrim
- Caisse 33: 3336, chemin McCarthy
- Caisse 34: 700, chemin Brookfield
- Caisse 35: 2355, promenade Alta Vista
- Caisse 36: 900, avenue Industrial
- Caisse 37: 910, chemin Earl Armstrong

District 4
- Caisse 41: 380, chemin Eagleson
- Caisse 42: 1021, chemin Teron
- Caisse 43: 3845, chemin Richmond
- Caisse 44: 1075, chemin Greenbank
- Caisse 45: 1040, promenade Riddell

District 5
- Caisse 51: 900, chemin de Montreal
- Caisse 52: 6213, rue Jeanne D'Arc
- Caisse 53: 500, boulevard Charlemagne
- Caisse 54: 3080, chemin Old Innes
- Caisse 55: 1700, chemin Blair
- Caisse 56: 275, chemin Coventry
- Caisse 57: 220, avenue Beechwood

District 6
- Caisse 61: 3150, chemin Kinburn Side
- Caisse 62: 6900, rue Harbour
- Caisse 63: 341, promenade Bayview
- Caisse 64: 475, promenade Donald B. Munro
- Caisse 66: 3285, chemin Dunrobin

District 7
- Caisse 71: 1246, chemin Colonial
- Caisse 72: 2445, chemin Old Montreal
- Caisse 73: 6090, chemin Rockdale

District 8
- Caisse 81: 1641, rue Main
- Caisse 82: 6280, rue Perth
- Caisse 83: 2352, promenade Roger Stevens
- Caisse 84: 3449, rue Old Almonte

District 9
- Caisse 91: 8011, chemin Victoria
- Caisse 92: 3110, promenade Nixon
- Caisse 93: 6891, chemin Parkway
- Caisse 94: 5669, chemin Manotick Main

## Incidents notables
L'histoire du Service des incendies d'Ottawa inclut quelques incidents notables, tels que le grand feu de Hull

## Formation et prévention
La formation et l'éducation sont divisées par des districts géographiques:
- Est - Gloucester
- Ouest - Nepean
- Centrale - Ottawa